# Epiceraticelus
Epiceraticelus fluvialis es una especie de araña araneomorfa de la familia Linyphiidae. Es el único miembro del género monotípico Epiceraticelus.

## Distribución
Se encuentra en los Estados Unidos.